# Melinidinae
Melinidinae Stapf, 1917 è una sottotribù di piante angiosperme monocotiledoni appartenente alla famiglia delle Poacee (o Gramineae, nom. cons.), sottofamiglia Panicoideae.

## Etimologia
Il nome della sottotribù deriva dal genere tipo Melinis P. Beauv, 1812, un antico nome greco per un cereale, probabilmente il miglio.
Il nome scientifico della sottotribù è stato definito dal botanico austriaco Otto Stapf (23 marzo 1857 – 3 agosto 1933) nella pubblicazione "Flora of Tropical Africa" (Fl. Trop. Afr. 9: 13. 1 Jul 1917) del 1917.

## Descrizione

### Portamento
Il portamento delle specie di questo gruppo in genere è cespitoso, rizomatoso o stolonifero con cicli biologici annuali o perenni. Le specie di Thuarea formano dei tappeti o cuscini. I culmi, eretti, possono essere ramificati. In alcune specie i nodi del culmo sono pubescenti. In Leucophrys i culmi sono legnosi. Altezza media delle piante: 100-200 cm.

### Foglie
Le foglie lungo il culmo sono disposte in modo alterno, sono distiche e si originano dai vari nodi. Sono composte da una guaina, una ligula e una lamina. Le venature sono parallelinervie. Possono essere presenti dei pseudopiccioli.
- Guaina: la guaina è abbracciante il fusto.
- Ligula: le ligule sono membranosa; la membrana è sfrangiata (o cigliata) oppure termina con una frangia di peli.
- Lamina: la lamina ha delle forme generalmente lineari e piatte. In Leucophrys le foglie si disarticolano dalla guaina. In Thuarea le foglie più alte, con forme lanceolate, racchiudono l'infiorescenza.

### Fiori

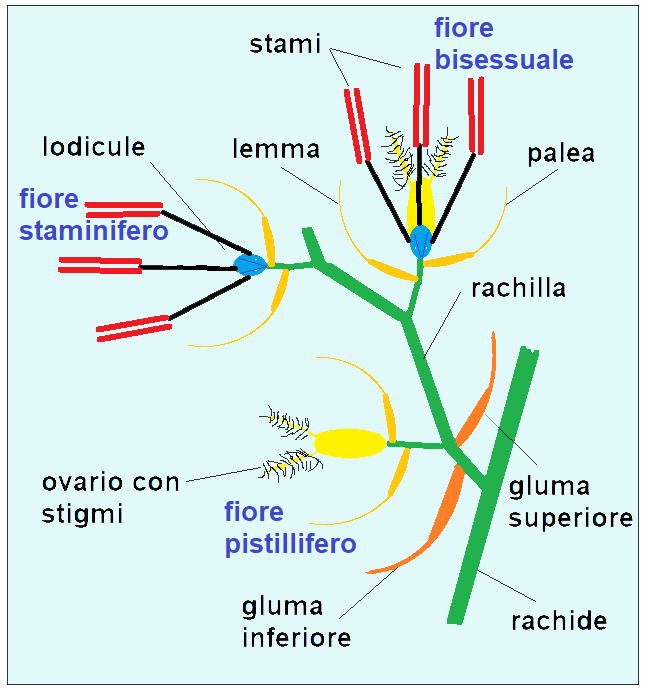
Spighetta generica con tre fiori diversi

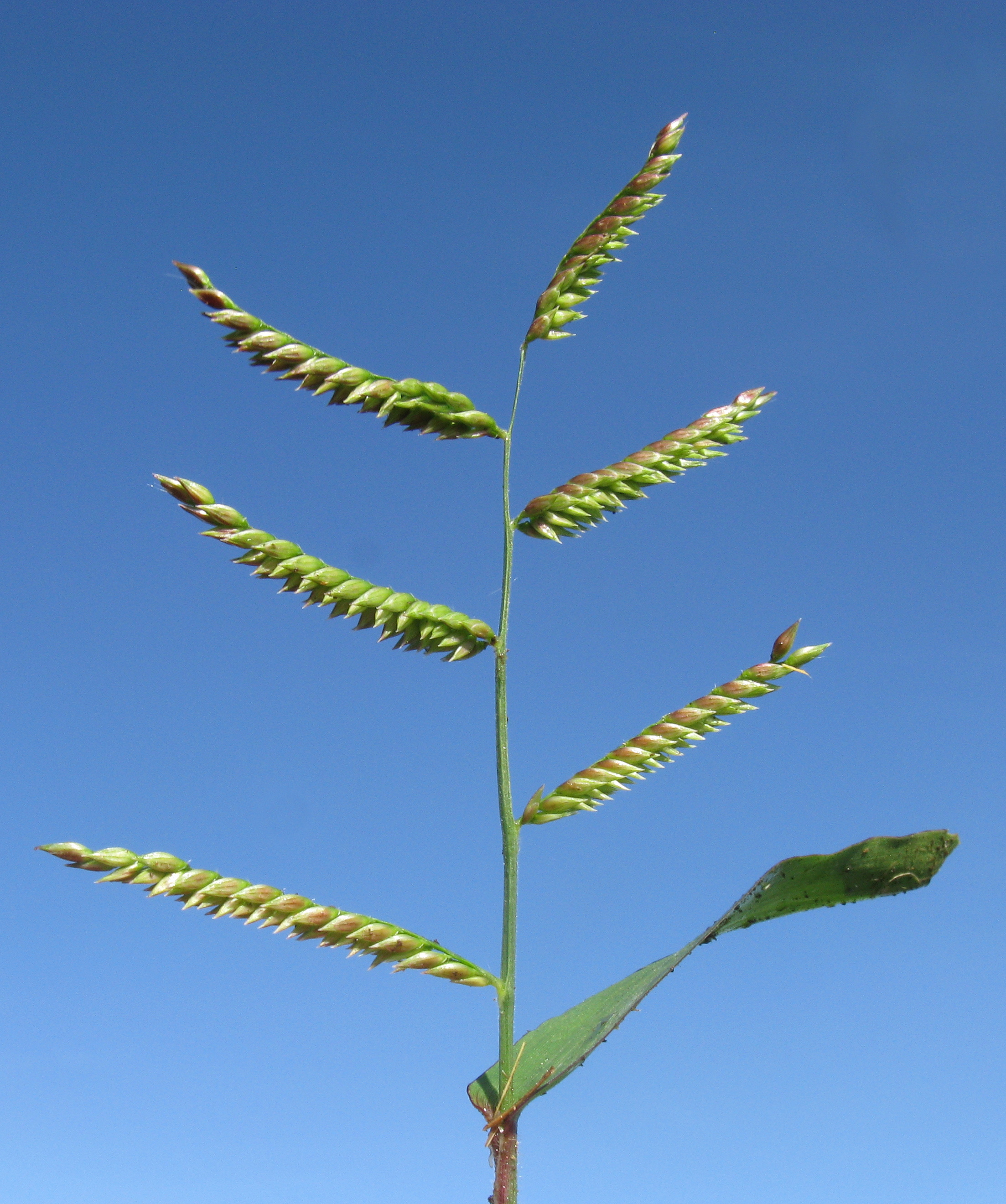
Infiorescenza
Urochloa mosambicensis

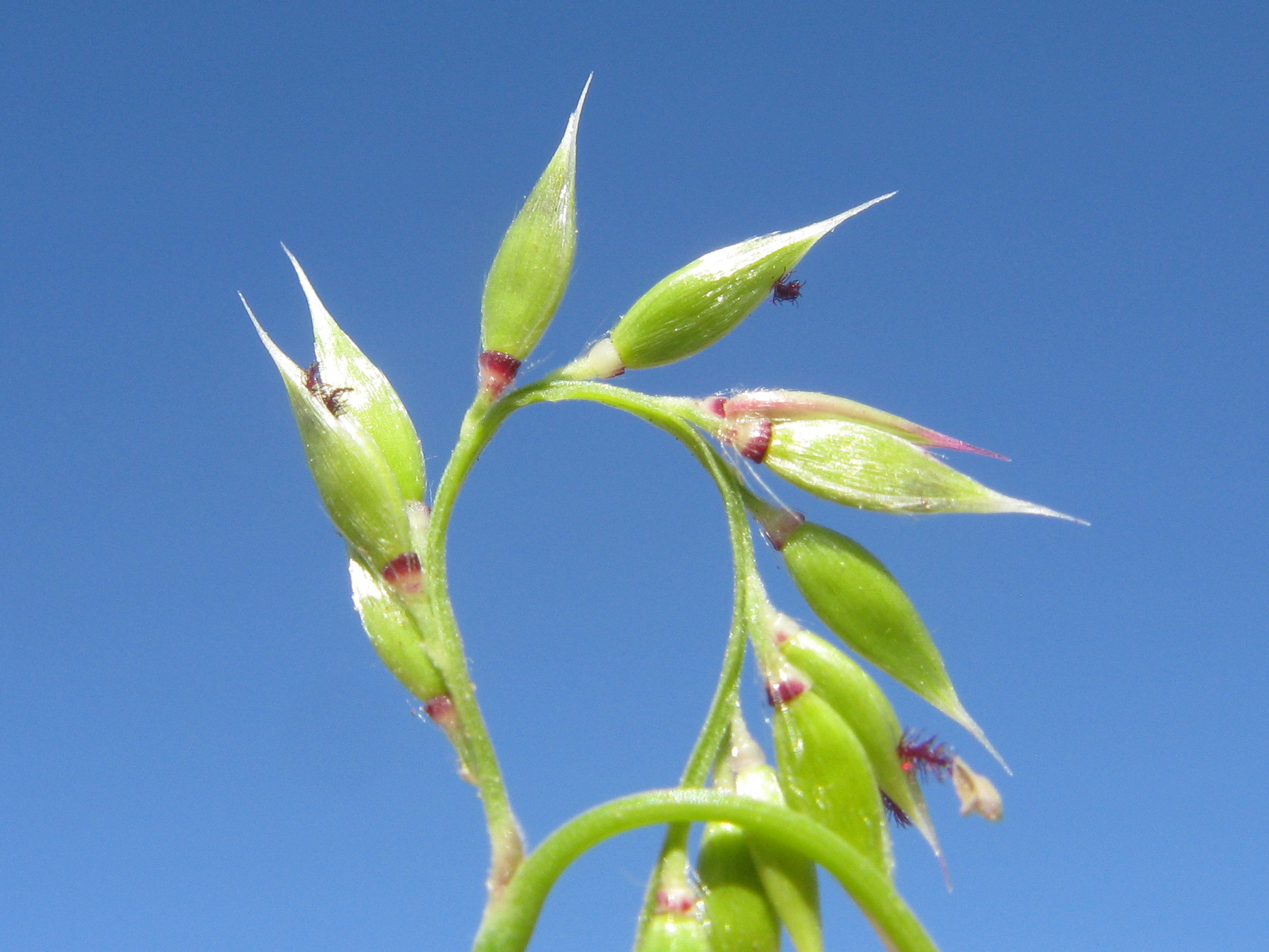
I fiori
Eriochloa pseudoacrotricha

- Infiorescenza principale (sinfiorescenza o semplicemente spiga): le infiorescenze, composte da racemi eretti e unilaterali portati lungo l'asse centrale, sono formate da alcune spighette ed hanno la forma di una pannocchia. Le infiorescenze in genere non sono ramificate (o con rami primari non ramificati, o rami primari ramificati formanti rami di ordine superiore). In Tricholaena l'infiorescenza è molto ramificata. Le spighette possono essere a coppie sia sessili che peduncolate. In Thuarea l'infiorescenza è composta da 1 o 2 spighette bisessuali prossimali, e altre spighette staminate distali; quelle staminate, su pedicelli bulbosi, sono decidue. In Urochloa i rachidi possono essere alati.
- Infiorescenza secondaria (o spighetta): le spighette, con forme da lanceolate a obovate-ellittiche e compresse dorsiventralmente (o lateralmente), sottese da due brattee distiche e strettamente sovrapposte chiamate glume (inferiore e superiore), sono formate da un fiore sterile basale e uno fertile, senza estensione della rachilla. Alla base di ogni fiore sono presenti due brattee: la palea e il lemma. La disarticolazione avviene con la rottura della rachilla sopra o sotto le glume. In Eriochloa e Urochloa le spighette alla base sono globose. Lunghezza media delle spighette: 10 mm.

- Glume: le glume, in genere più corte delle spighette, sono membranose ed hanno delle forme da lineari a lanceolate; l'apice varia da mutico a aristato. La superficie è percorsa da 3 - 5 o 9 - 11 venature longitudinali (alcune specie hanno le venature incrociate). Le glume inferiori possono avere dei peli ghiandolari. La gluma inferiore può mancare.
- Palea: la palea, eventualmente carenata (o bicarenata), è membranosa (o cartilaginea) con o senza barbe.
- Lemma: il lemma è membranoso (o cartilagineo o coriaceo) eventualmente con bordi ialini o precisi, con o senza barbe; l'apice varia da mutico a aristato.

I fiori fertili sono attinomorfi formati da 3 verticilli: perianzio ridotto, androceo  e gineceo.
- Formula fiorale:[6]

*, P 2, A (1-)3(-6), G (2–3) supero, cariosside.
- Il perianzio è ridotto e formato da due lodicule, delle squame traslucide, poco visibili (forse relitto di un verticillo di 3 sepali). Le lodicule hanno una consistenza carnosa.
- L'androceo è composto da 3 stami ognuno con un breve filamento libero, una antera sagittata e due teche. Le antere sono basifisse con deiscenza laterale. Il polline è monoporato.
- Il gineceo è composto da 3-(2) carpelli connati formanti un ovario supero. L'ovario, glabro, ha un solo loculo con un solo ovulo subapicale (o quasi basale). L'ovulo è anfitropo e semianatropo e tenuinucellato o crassinucellato. Lo stilo, breve, è unico con due stigmi in genere piumosi.

### Frutti
I frutti sono del tipo cariosside, ossia sono dei piccoli chicchi indeiscenti, con forme ellittiche e compresse dorsalmente, nei quali il pericarpo è formato da una sottile parete che circonda il singolo seme. In particolare il pericarpo è fuso al seme ed è aderente. L'endocarpo non è indurito e l'ilo è puntiforme. L'embrione è provvisto quasi sempre di epiblasto ha un solo cotiledone (allungato) altamente modificato (scutello con fessura) in posizione laterale. I margini embrionali della foglia si sovrappongono.

## Biologia
Come gran parte delle Poaceae, le specie di questo genere si riproducono per impollinazione anemogama. Gli stigmi più o meno piumosi sono una caratteristica importante per catturare meglio il polline aereo. La dispersione dei semi avviene inizialmente a opera del vento (dispersione anemocora) e una volta giunti a terra grazie all'azione di insetti come le formiche (mirmecoria).

## Distribuzione e habitat
Regioni tropicali e subtropicali del mondo.
| Genere        | Numero cromosomico   | Distribuzione                                                             |
| ------------- | -------------------- | ------------------------------------------------------------------------- |
| Batochloa     |                      | Una specie: Batochloa deusta, Africa tropicale e del sud, Afganistan      |
| Chaetium      | 2n = 26              | America centrale                                                          |
| Eccoptocarpha |                      | Una specie: Eccoptocarpha obconiciventris, Tanzania e Zambia.             |
| Eriochloa     | 2n = 18              | Una specie: Eriochloa distachya, America meridionale.                     |
| Megathyrsus   |                      | Africa tropicale e del sud.                                               |
| Melinis       | 2n = 36              | Africa tropicale e del sud.                                               |
| Moorochloa    | 2n = 18 e 36         | Africa, Asia e Europa mediterranea                                        |
| Rupichloa     | 2n = 26 e 28         | Brasile                                                                   |
| Scutachne     |                      | Una specie: Scutachne dura, Cuba, Repubblica Dominicana, Haiti e Giamaica |
| Thuarea       |                      | Areale occidentale (dal Giappone all'Australia) del Pacifico e Madagascar |
| Tricholaena   | 2n = 36              | Europa mediterranea                                                       |
| Urochloa      | 2n = 18, 36, 54 e 72 | Regioni tropicali e subtropicali del mondo.                               |
| Yvesia        |                      | Una specie: Yvesia madagascariensis, Madagascar                           |

## Tassonomia
La famiglia delle Poacee comprende circa 800 generi e oltre 9.000 specie. È una delle famiglie più numerose e più importanti del gruppo delle monocotiledoni. La famiglia è suddivisa in 12 sottofamiglie, la sottotribù Melinidinae fa parte della sottofamiglia Panicoideae, tribù Paniceae.

### Generi
La sottotribù si compone di 13 generi:
- Batochloa Salariato & Zuloaga
- Chaetium Nees
- Eccoptocarpha Launert
- Eriochloa Kunth
- Megathyrsus (Pilg.) B.K.Simon & S.W.L.Jacobs
- Melinis P.Beauv.
- Moorochloa Veldkamp
- Rupichloa Salariato & Morrone
- Scutachne Hitchc. & Chase
- Thuarea Pers.
- Tricholaena Schrad.
- Urochloa P.Beauv.
- Yvesia A.Camus

### Filogenesi
All'interno della famiglia Poaceae la sottofamiglia Panicoideae appartiene al clade "PACMAD" (formato dalle sottofamiglie Aristidoideae, Arundinoideae, Micrairoideae, Danthonioideae, Chloridoideae e Panicoideae). Questo clade con il clade BEP (formato dalle sottofamiglie Ehrhartoideae, Bambusoideae e Pooideae) forma un "gruppo fratello" (il clade BEP a volte è chiamato clade "BOP" in quanto la sottofamiglia Ehrhartoideae a volte è chiamata Oryzoideae). La sottofamiglia di questa voce, nell'ambito del clade "PACMAD", a parte la sottofamiglia Aristidoideae in posizione "basale", forma un "gruppo fratello" con il resto delle sottofamiglie del clade.
Il clade "PACMAD" è un gruppo fortemente supportato fin dalle prime analisi filogenetiche di tipo molecolare. Questo gruppo non ha evidenti sinapomorfie morfologiche con l'unica eccezione dell'internodo mesocotiledone allungato dell'embrione. Questo clade inoltre è caratterizzato, nella maggior parte delle piante, dal ciclo fotosintetico di tipo C4 (ma anche a volte tipo C3 in quanto ancestralmente era C3).
La sottotribù Melinidinae fa parte del secondo gruppo di tribù che si sono differenziate nell'ambito della sottofamiglia e in questo gruppo fa parte della supertribù "Panicodae"  L. Liu, 1980 e quindi della tribù Paniceae R.Br., 1814 All'interno della tribù e in questo ambito occupa, da un punto di vista filogenetico, una posizione centrale insieme alla sottotribù Panicinae (formano un "gruppo fratello"). La sottotribù, è monofiletica anche se alcuni limiti non sono ancora chiari, ed è caratterizzata dall'avere il ciclo fotosintetico del tipo C4. Questo gruppo (informale e ancora non riconosciuto da tutti i botanici) è anche definito "clade PCK" (o "PEP-CK") in quanto include (più o meno) tutte le "paniceae" con ciclo fotosintetico del tipo C4. Una possibile sinapomorfia anatomica, per questo clade, è data dal contorno irregolare della guaine.
All'interno della sottotribù si individuano due subcladi; il primo formato dai generi Leucophrys, Melinis, Moorochloa e Tricholaena (questi generi condividono cinque cambiamenti di base) è caratterizzato dalla disarticolazione sopra i glumi e dal lemma superiore e dalla palea lisce e lucenti; il secondo è formato dai genere Chaetium, Eriochloa, Megathyrsus, Scutachne e Urochloa (questi generi condividono sette cambiamenti di base). La circoscrizione del genere Urochloa è problematica; da alcuni studi risulta parafiletico (potrebbe include Scutachne s.s., Megathyrsus e diverse specie precedentemente classificate in Eriochloa). Anche il genere Eriochloa potrebbe essere polifiletico.
Per questa sottotribù sono state individuate le seguenti sinapomorfie:
- Chaetium: le glume superiori hanno 9 - 11 venature longitudinali.
- Thuarea:  l'infiorescenza è composta da 1 o 2 spighette bisessuali prossimali, e altre spighette staminate distali; le spighette staminate, su pedicelli bulbosi, sono decidue; a maturità la porzione staminata dell'infiorescenza si ripiega sulla parte bisessuale e racchiude il frutto.

Il cladogramma seguente, tratto dallo studio citato, mostra una possibile configurazione filogenetica della sottotribù.
|  | Yvesia  |
|  |         |
|  | Thuarea |
|  |         |

|  | Melinis                                                    |
|  |                                                            |
|  | \| \| Leucophrys \| \| \| \| \| \| Tricholaena \| \| \| \| |
|  |                                                            |
|  | Leucophrys                                                 |
|  |                                                            |
|  | Tricholaena                                                |
|  |                                                            |

|  | Leucophrys  |
|  |             |
|  | Tricholaena |
|  |             |

|  | Melinis                                                    |
|  |                                                            |
|  | \| \| Leucophrys \| \| \| \| \| \| Tricholaena \| \| \| \| |
|  |                                                            |
|  | Leucophrys                                                 |
|  |                                                            |
|  | Tricholaena                                                |
|  |                                                            |

|  | Leucophrys  |
|  |             |
|  | Tricholaena |
|  |             |

|  | Urochloa    |
|  |             |
|  | Megathyrsus |
|  |             |

|  | Eriochloa |
|  |           |
|  | Chaetium  |
|  |           |

|  | Urochloa    |
|  |             |
|  | Megathyrsus |
|  |             |

|  | Eriochloa |
|  |           |
|  | Chaetium  |
|  |           |

|  | Melinis                                                    |
|  |                                                            |
|  | \| \| Leucophrys \| \| \| \| \| \| Tricholaena \| \| \| \| |
|  |                                                            |
|  | Leucophrys                                                 |
|  |                                                            |
|  | Tricholaena                                                |
|  |                                                            |

|  | Leucophrys  |
|  |             |
|  | Tricholaena |
|  |             |

|  | Melinis                                                    |
|  |                                                            |
|  | \| \| Leucophrys \| \| \| \| \| \| Tricholaena \| \| \| \| |
|  |                                                            |
|  | Leucophrys                                                 |
|  |                                                            |
|  | Tricholaena                                                |
|  |                                                            |

|  | Leucophrys  |
|  |             |
|  | Tricholaena |
|  |             |

|  | Urochloa    |
|  |             |
|  | Megathyrsus |
|  |             |

|  | Eriochloa |
|  |           |
|  | Chaetium  |
|  |           |

|  | Urochloa    |
|  |             |
|  | Megathyrsus |
|  |             |

|  | Eriochloa |
|  |           |
|  | Chaetium  |
|  |           |

|  | Yvesia  |
|  |         |
|  | Thuarea |
|  |         |

|  | Melinis                                                    |
|  |                                                            |
|  | \| \| Leucophrys \| \| \| \| \| \| Tricholaena \| \| \| \| |
|  |                                                            |
|  | Leucophrys                                                 |
|  |                                                            |
|  | Tricholaena                                                |
|  |                                                            |

|  | Leucophrys  |
|  |             |
|  | Tricholaena |
|  |             |

|  | Melinis                                                    |
|  |                                                            |
|  | \| \| Leucophrys \| \| \| \| \| \| Tricholaena \| \| \| \| |
|  |                                                            |
|  | Leucophrys                                                 |
|  |                                                            |
|  | Tricholaena                                                |
|  |                                                            |

|  | Leucophrys  |
|  |             |
|  | Tricholaena |
|  |             |

|  | Urochloa    |
|  |             |
|  | Megathyrsus |
|  |             |

|  | Eriochloa |
|  |           |
|  | Chaetium  |
|  |           |

|  | Urochloa    |
|  |             |
|  | Megathyrsus |
|  |             |

|  | Eriochloa |
|  |           |
|  | Chaetium  |
|  |           |

|  | Melinis                                                    |
|  |                                                            |
|  | \| \| Leucophrys \| \| \| \| \| \| Tricholaena \| \| \| \| |
|  |                                                            |
|  | Leucophrys                                                 |
|  |                                                            |
|  | Tricholaena                                                |
|  |                                                            |

|  | Leucophrys  |
|  |             |
|  | Tricholaena |
|  |             |

|  | Melinis                                                    |
|  |                                                            |
|  | \| \| Leucophrys \| \| \| \| \| \| Tricholaena \| \| \| \| |
|  |                                                            |
|  | Leucophrys                                                 |
|  |                                                            |
|  | Tricholaena                                                |
|  |                                                            |

|  | Leucophrys  |
|  |             |
|  | Tricholaena |
|  |             |

|  | Urochloa    |
|  |             |
|  | Megathyrsus |
|  |             |

|  | Eriochloa |
|  |           |
|  | Chaetium  |
|  |           |

|  | Urochloa    |
|  |             |
|  | Megathyrsus |
|  |             |

|  | Eriochloa |
|  |           |
|  | Chaetium  |
|  |           |

### Generi della flora spontanea italiana
Nella flora spontanea italiana è presente la seguente specie della sottotribù Melinidinae:
- Tricholaena teneriffae (L.) Link - Distribuzione: Calabria e Sicilia.[14][15]